# برادلي أور
برادلي أور (بالإنجليزية: Bradley Orr)‏ (1 نوفمبر 1982 بليفربول في المملكة المتحدة - ) هو لاعب كرة قدم بريطاني في مركز الدفاع. لعب مع إيبسويتش تاون وبلاكبيرن روفرز وكوينز بارك رينجرز ونادي بريستول سيتي ونادي بلاكبول ونادي بيرنلي ونادي تورونتو ونيوكاسل يونايتد.

## وصلات خارجية
- برادلي أور على موقع الدوري الأمريكي (الإنجليزية)
- برادلي أور على موقع قاعدة بيانات كرة القدم.إي يو (الإنجليزية)
- برادلي أور على موقع Soccerbase.com (لاعب) (الإنجليزية)
- برادلي أور على موقع عالم كرة القدم.نت (الإنجليزية)